# Legio III Gallica
La Legio III Gallica ("dalla Gallia") fu una legione romana costituita da Gaio Giulio Cesare intorno al 48 a.C., per la sua guerra civile contro gli ottimati guidati da Gneo Pompeo. Il cognomen Gallica suggerisce che le reclute fossero veterani della guerra gallica di Giulio Cesare. La legione era ancora attiva in Egitto all'inizio del IV secolo, e aveva come simbolo il toro.

## I secolo a.C.
La legione prese parte alla guerra civile a fianco di Gaio Giulio Cesare. Dopo la morte di quest'ultimo la III entrò a far parte dell'esercito di Marco Antonio con il quale prese parte con distinzione alla grande campagna partica del 36 a.C.; la III legione è l'unica formazione dell'esercito romano citata da Plutarco nella sua narrazione della campagna contenuta nella biografia di Marco Antonio.
Dopo la sconfitta definitiva di Marco Antonio ad Azio (31 a.C.), la legio III, soprannominata Gallica, rimase in servizio nel nuovo esercito di Augusto.

## I e II secolo
Il governatore di Siria Gneo Domizio Corbulone utilizzò la III Gallica per la sua campagna (63) contro i Parti, volta ad affermare il dominio romano sul Regno di Armenia, uno stato cuscinetto tra le due potenze. Furono però i successi ottenuti da Corbulone a fomentare la gelosia di Nerone per la popolarità del suo generale, che costrinse a suicidarsi. La III fu poi inviata in Mesia, a difendere il confine sul Danubio all'epoca della morte di Nerone (68).
Nell'Anno dei quattro imperatori (69) l'esercito del Danubio parteggiò prima per Otone e poi per Vespasiano. La III combatté per quest'ultimo nella decisiva seconda battaglia di Bedriaco, in cui le forze di Vitellio vennero sconfitte, ed ebbe un impatto decisivo sulla battaglia: i legionari della Gallica, durante la permanenza in Siria, avevano preso l'abitudine di salutare il sole nascente, in un gesto legato al culto solare, e così fecero anche a Bedriaco; gli uomini di Vitellio, credendo che la III legione stesse salutando dei rinforzi giunti da oriente si demoralizzarono e furono sconfitti. In quegli anni il tribunus militum della III Gallica fu C. Plinio Cecilio Secondo.
Dopo la conclusione della guerra, la III Gallica venne rimandata in Siria. La zona fu un punto caldo nel II secolo, e la III venne impegnata nella soppressione delle rivolta giudaica, così come nelle campagne partiche di Lucio Vero (161-166) e Settimio Severo (197–198).

## Eliogabalo e il III secolo

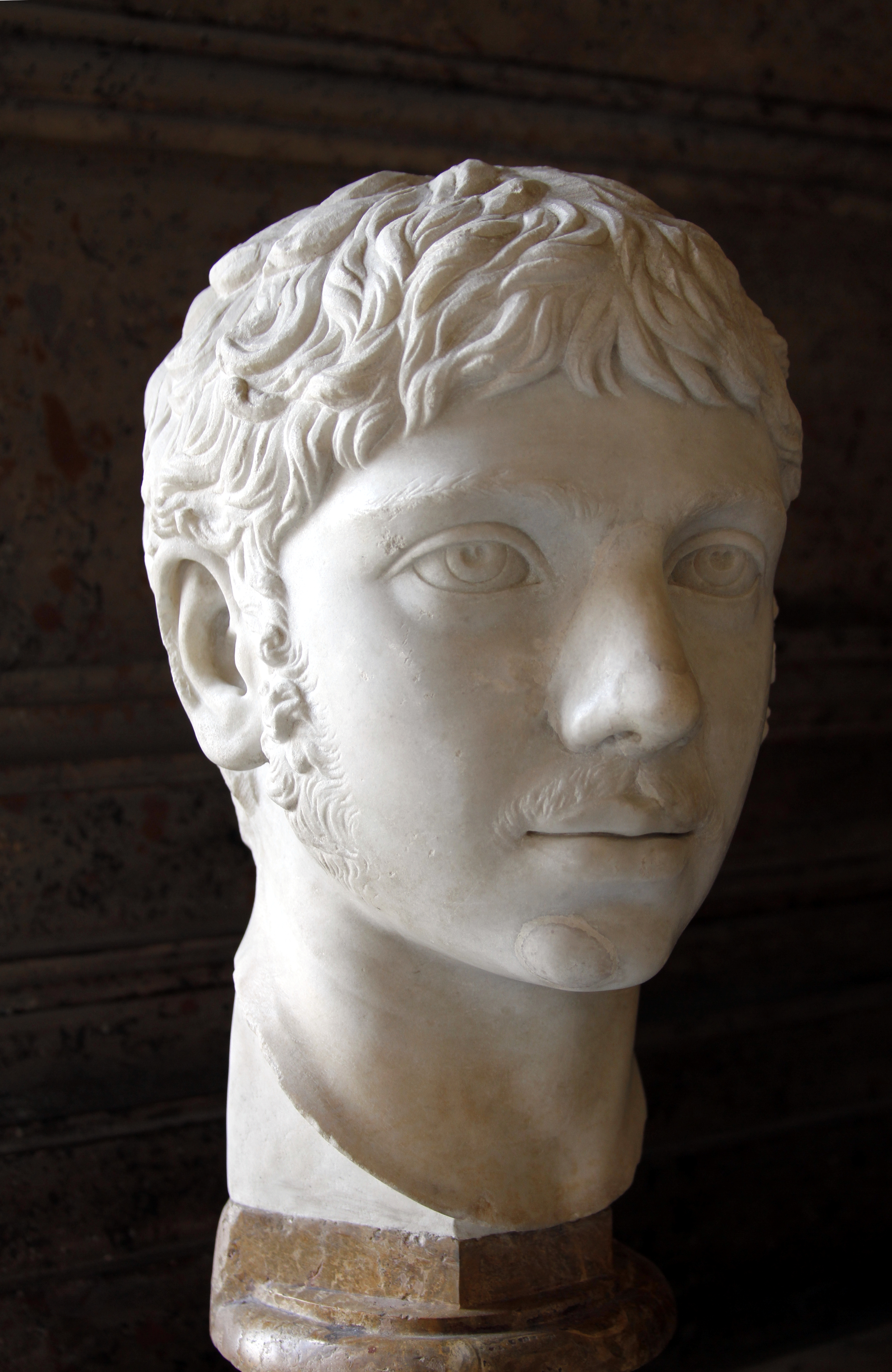
Eliogabalo venne acclamato imperatore dalla III Gallica il 16 maggio 218 a Rafana

La III Gallica ebbe un ruolo fondamentale nell'ascesa di Eliogabalo, l'imperatore successore di Macrino. Macrino era succeduto all'imperatore Caracalla, membro della dinastia dei Severi e assassinato dalle truppe durante la campagna partica; il nuovo imperatore aveva mostrato la propria clemenza, limitandosi a rimandare in Siria le donne e i giovani della famiglia.
Nel 218, Giulia Mesa si recò a Rafana, in Siria, dove la III Gallica era acquartierata sotto il comando di P. Valerio Comazone Eutichiano e fece una ricca donazione ai legionari, con il denaro che Macrino non le aveva confiscato. In cambio, il 16 maggio, i legionari acclamarono imperatore il nipote quattordicenne di Giulia, quel Sestio Vario Avito Bassiano passato alla storia col nome di Eliogabalo e che venne spacciato per figlio naturale di Caracalla per sollecitare lo spirito legalista dell'esercito. L'8 giugno la III Gallica e altre legioni che sostenevano la causa del rampollo della dinastia severiana sconfissero nella battaglia di Antiochia le forze di Macrino. Comazone entrò a far parte della corte di Eliogabalo, divenendone il prefetto del pretorio e raggiungendo il consolato nel 220.
Intanto, nel 219 gli eccessi di Eliogabalo portarono alla rivolta di Vero, che si proclamò imperatore col sostegno della III Gallica. Eliogabalo soppresse la rivolta, fece giustiziare Vero e sciolse la legione, i cui legionari vennero trasferiti alla III Augusta, di stanza in Africa. Ad ogni modo, il successivo imperatore, Alessandro Severo, ricostituì la legione e la rimandò in Siria, a Danaba, a proteggere la strada per Palmira.
Sebbene fosse stanziata in Oriente, alcune sue vessillazioni furono distaccate e inviate in Occidente: tra il 268 e il 271, vessillazioni della III Gallica erano al servizio dell'imperatore Marco Piavonio Vittorino, che regnò sul cosiddetto Impero delle Gallie, uno stato secessionista romano che si estendeva sulla porzione occidentale dell'Impero romano.

## IV e V secolo
Le informazioni sul periodo successivo della legione sono oscure e rare, ma nel 323 erano ancora in Siria. Durante il regno di Licinio, una vessillazione mista della III Gallica e della I Illyricorum è attestata a Copto (Egitto) nel 315/316 e poi a di nuovo a Siene o Tebe nel 323, in entrambi i casi comandate da un certo Victorinus.
All'inizio del V secolo, la III Gallica è registrata nella Notitia dignitatum come facente parte delle truppe del Dux Foenicis, al comando di un Praefectus di stanza a Danaba.
Un membro di rilievo della III fu il centurione Lucio Artorio Casto, la figura storica probabilmente alla base di Re Artù.